# Piotr Lachert
Piotr Lachert właśc. Piotr Maria Lachert de Peslin (ur. 5 września 1938 w Warszawie, zm. 18 września 2018 w Pescarze) – polski kompozytor, pianista, pedagog i poeta.

## Życiorys
Ukończył Państwową Wyższą Szkołę Muzyczną w Warszawie (1961) u Jana Ekiera, Wyższą Szkołę Muzyczną w Hanowerze u Reimara Dahlgrüna (1968) oraz Królewskie Konserwatorium w Brukseli (kameralistykę u Louisa Pouleta, dyrygenturę u René Defosseza, 1969). Studiował też u Vlado Perlemutera w Paryżu (1964-1965) oraz u Marii Wiłkomirskiej w Łodzi (1966–1967).
Był profesorem Królewskiego Konserwatorium w Brukseli (1974-1978), a w latach 1971-1991 prowadził w tym mieście własną szkołę pianistyki. W latach 1992–2001 był profesorem pedagogiki fortepianowej w Accademia Musicale Pescarese. 
Od roku 1977 posiadał obywatelstwo belgijskie, od roku 1992 mieszkał we Włoszech.
Założyciel i w latach 1971–1991 dyrektor Théâtre Européen de Musique Vivante! (TEMV!) w Brukseli.
W latach 1997–2005 organizował konkurs "Premio Città di Pescara".
Stworzył komputerowy system komponowania muzyki Letter Music.
Jako kompozytor był samoukiem. Komponował muzykę teatralną, kameralną, sonaty, koncerty na skrzypce i fortepian, opery (Aroma Tre). Zajmował się również poezją. W roku 2004 otrzymał I. nagrodę na konkursie poetyckim "D'Annunzio - Michetti". W roku 2008 wydał pierwszą książkę Otto racconti erotici e quaranta no, sui tempi che non esistono più (Osiem opowiadań erotycznych i czterdzieści nie, o czasach, których już nie ma).
W roku 2007 powstała fundacja jego imienia „Lachert Foundation Brussels“ zajmująca się dbaniem o jego dzieła muzyczne i literackie.